# Малолетка, Евгений Константинович
Евгений Константинович Малолетка (укр. Євген Костянтинович Малолєтка) — украинский фотограф, получивший широкую известность фоторепортажем о блокаде Мариуполя в ходе вторжения России на Украину в марте 2022 года.

## Биография
Малолетка родился в Бердянске и в 2010 году окончил Киевский политехнический институт по специальности инженера.
В 2009 году он начал работать в фотоинформационном агентстве Фотолента (PHL) входящую в группу Еволюшен медиа известный своим еженедельником Комментарии.
После реорганизации холдинга в 2012 году, Евгений стал штатным журналистом в агентстве УНИАН.
В период Евромайдана 2013—2014 год получил известность благодаря ярким фотографиям событий принял решение о самостоятельной работе подписав контракты, как свободный фотожурналист с крупными фотоагентствами Associated Press, Al Jazeera, Der Spiegel и другими.

### Евромайдан
В 2013—2014 году Малолетка освещал протесты в Киеве, приведшие к отстранению президента Януковича.
1 декабря 2013 года, когда он вёл съёмку на Банковой улице около здания администрации президента, сотрудники «Беркута» сломали ему руку и разбили камеру.

### Мариуполь
В ночь на 24 февраля 2022 года, ожидая вторжения российских войск, командированные «Ассошиэйтед Пресс» Малолетка и видеожурналист Мстислав Чернов прибыли в Мариуполь.
В следующие дни они снимали разрушения, вызванные обстрелами города, и работу врачей в госпиталях..
9 марта 2022 года Малолетка снял последствия российского авиаудара по городской больнице № 3 Мариуполя и пациенток родильного отделения. Одна из них, Марианна Вышемирская, родила на следующий день после бомбардировки, вторая, Ирина Калинина, позже родила мёртвого младенца и умерла от ран. Фотографии разбомбленного родительного отделения получили широчайшую известность, став одним из символов этой войны.
Журналисты покинули Мариуполь 15 марта 2022 года в составе колонны, выехавшей после открытия гуманитарного коридора. Работа Чернова и Малолетки в Мариуполе была удостоена множества профессиональных наград, включая World Press Photo of the Year и Пулитцеровскую премию за служение обществу.

## Награды
- 2024 Национальная премия Украины имени Тараса Шевченко — за серию журналистских материалов об осаде Мариуполя (репортажи, фото и видеорепортажи, расследования и фильм «20 дней в Мариуполе»)[11]
- 2023 Pulitzer Prize: Public Service (совместно с Мстиславом Черновым, Василисой Степаненко и Лори Хиннант)[12]
- 2023 Pulitzer Prize: Breaking News Photography (в составе штата фотографов Associated Press)[13]
- 2023 World Press Photo of the Year[14]
- 2023 World Press Photo: Europe Story
- 2023 Master Award, Festival Of Ethical Photography
- 2023 Istanbul Photo Awards, Story News 1st Prize
- 2023 Anthony Shadid Award for Journalism Ethics
- 2023 Overseas Press Club Award
- 2023 James Foley Medill Medal for Courage in Journalism
- 2023 Robert F. Kennedy Human Rights Journalism Award for International Photography
- 2023 Guardian agency photographer of the year
- 2023 Finalist of POY 80 War in Ukraine: Picture Story
- 2023 Judges’ Special Recognition of POY 80 War in Ukraine:News
- 2023 The Atlanta Photojournalism Seminar(First Place In singles and second place in stories)
- 2023 Oliver S. Gramling Award
- 2023 Colby College’s Lovejoy Award
- 2023 The George Polk Award
- 2023 Winner of the fifth edition of the Krzysztof Miller Prize
- 2023 Canadian Journalists for Free Expression Award
- 2022 Honor of the Profession Award
- 2022 The ICFJ Knight International Journalism Award
- 2022 Visa d’or News Award
- 2022 Bayeux Calvados-Normandy Award
- 2022 The RSF Press Freedom Award — Prize for Impact
- 2022 The ‘Biagio Agnes’ award winner
- 2022 Свободная пресса Восточной Европы (2022)[15]
- 2022 Georgy Gongadze Prize winner
- 2022 winner Yannis Behrakis International Photojournalism Award
- 2022 winner of DW Freedom of Speech Award;
- 2015 winner in category news story APME photo contest;
- 2015 honorable mention of Slovak press photo International category;
- 2015 first and second place in genre, documentary and news category of Ukrainian press photo contest;
- 2015 second and third places in open nomination «Ukraine» Belarus Press photo contest;
- 2015 second place in category general news of China International Press Photo Contest;
- 2015 first place in category general news of Pictures of the Year International Competition;
- 2014 third place in portrait category in photo contest «Best Photographer of Russia»;
- 2014 grand prix of Ukrainian photo contest «Photo Day»;
- 2013 second place in news category of Ukrainian press photo contest;
- 2011 finalist of International Festival of Photojournalism Vilnius Photo Circle.